# Javier Velasco Yeregui
Javier Velasco Yeregui (Logroño, 6 de julio de 1964-Logroño, 17 de noviembre de 2009) fue un sacerdote y teólogo español, vicario general de la Diócesis de Calahorra y La Calzada-Logroño en el momento de su fallecimiento.

## Biografía
Aunque nació en Logroño, capital de La Rioja, estuvo muy ligado a Murillo de Río Leza, pueblo de su familia. Estudió en el Colegio San José de Logroño, de los Hermanos Maristas, y en el Instituto Hermanos D’Elhúyar antes de iniciar sus estudios en el Seminario Diocesano logroñés.
El 20 de octubre de 1990 fue ordenado sacerdote, junto a su amigo Agustín Mateo, por el entonces obispo de la Diócesis Ramón Búa Otero, de quien fue secretario. Una semana después celebró su primera misa en la parroquia logroñesa del Buen Pastor.
En septiembre de 1992 año viajó a Jerusalén para seguir formándose en el Studium Biblicum Franciscanum, donde estudió hebreo y arameo, exégesis, la historia bíblica, la arqueología, etc. durante tres años de estudios intensos. Su tesina se tituló La leyenda cultural de Betel (Gn 28, 10-22) a la luz de la nueva crítica del Pentateuco y logró la calificación de Summa cum laude probatus.

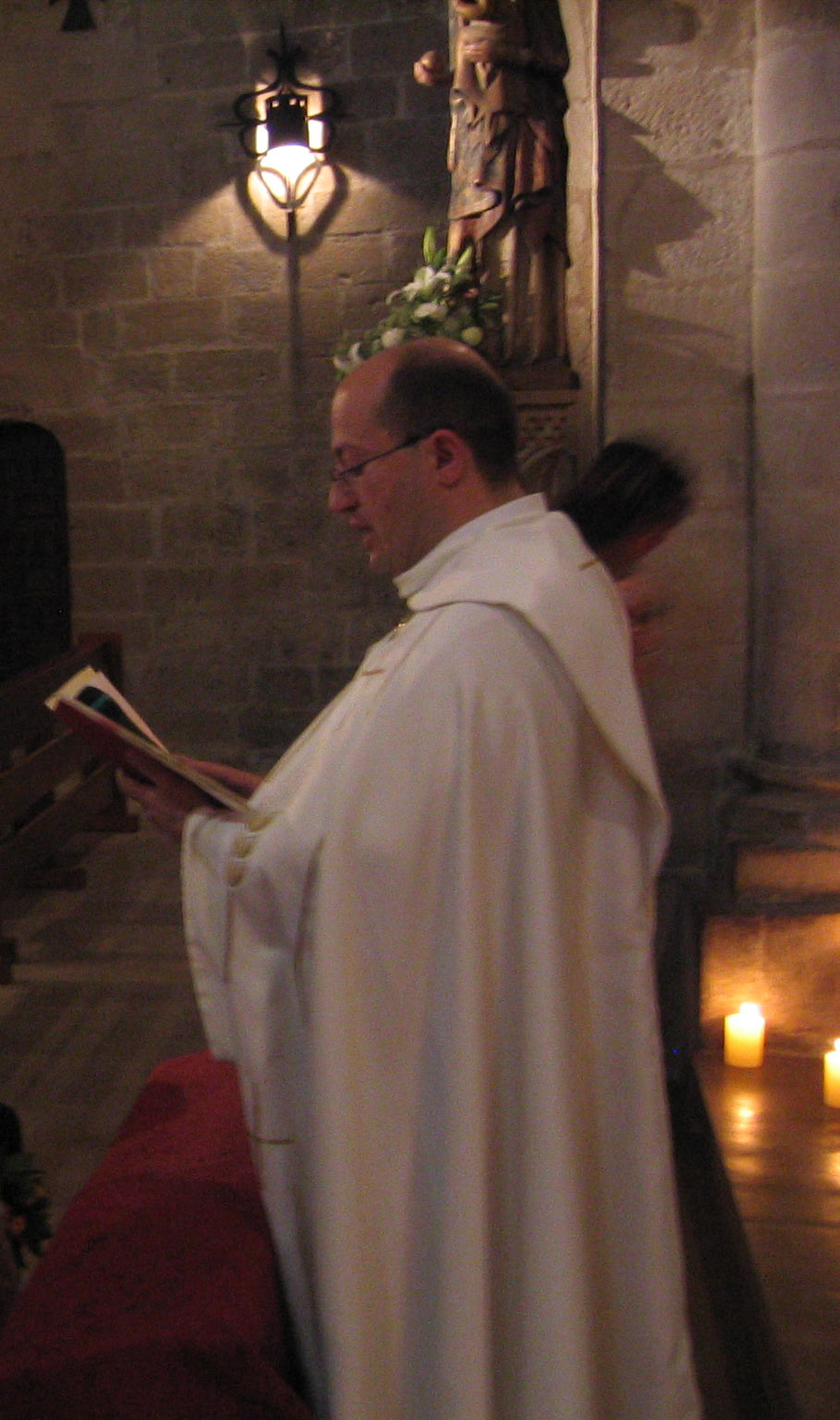
Javier Velasco oficia un matrimonio en San Bartolomé

Entre 1995 regresó a Logroño y fue profesor del Seminario Diocesano hasta 1997. Un año después viajó de nuevo a Jerusalén, donde inició los cursos de doctorado; en 2000 se diplomó en l´École Biblique et Archeologique Française. Su tesis, titulada Memoria y presencia divina. Espacio Sagrado en el Código de la Alianza (Ex 20,23-26) y defendida el 27 de marzo de 2007, ha sido editada recientemente.
Durante cinco años, entre 2000 y 2005, fue profesor de Teología y Didáctica de la Religión en el Departamento de Ciencias Humanas y Sociales de la Universidad de La Rioja y rector de la Iglesia de San Bartolomé de Logroño. Este templo católico –el más antiguo de la ciudad de Logroño– fue cedido, en algunas ocasiones, durante su rectoría, para la celebración de liturgias ortodoxas, autos de fe o recitales de poesía. También fue coadjutor de la Iglesia de Santiago de Logroño.
En esta época también tomó contacto con la Cátedra de Historia y Cultura Españolas de la Universidad Católica de Lublín (Polonia), a la que viajó con frecuencia; y formó parte del Consejo Social del Ayuntamiento de Logroño.
En noviembre de 2005 fue nombrado director del Instituto Español Bíblico y Arqueológico Casa Santiago de Jerusalén (Israel), dependiente de la Universidad Pontificia de Salamanca. Allí impartió clases sobre el Pentateuco en la Facultad de Ciencias Bíblicas hasta 2009.
El 29 de junio fue nombrado vicario general de la Diócesis de Calahorra y La Calzada-Logroño.
Falleció en Logroño el 17 de noviembre de 2009 a causa de un derrame cerebral.

## Homenaje
La Concatedral de Santa María de la Redonda de Logroño acogió el 18 de noviembre de 2009 la misa funeral por el eterno descanso de Javier Velasco Yeregui. El 3 de abril de 2011, ese mismo templo acogió un recital de órgano del maestro polaco Marek Bochniak en recuerdo de este sacerdote. Al día siguiente se presentó la obra Javier Velasco Yeregui. Sacerdote, sabio, amigo (libro), un libro homenaje publicado por la Cátedra de Historia y Cultura Españolas de la Universidad Católica de Lublin (Polonia). El 4 de julio de 2011 se presentó en Murillo de río Leza (La Rioja), su pueblo natal.
A finales de 2012 un grupo de ciudadanos ha reclamado que la nueva plaza que va a surgir junto al ábside de la Iglesia de San Bartolomé de Logroño -de la que fue rector- lleve su nombre.
Con motivo del decimoquinto aniversario de su fallecimiento, el Instituto de Historia de la Universidad Católica de Lublin, la Facultad de «Artes Liberales» de la Universidad de Varsovia, el Club de Intelectuales Católicos de Lublin, la Parroquia de la Natividad de la Santísima Virgen María de Dąbrowica y el Instituto Bíblico y Arqueológico Español de Jerusalén han organizado el Simposio 'Sacerdotes y sacerdocio en el mundo actual'
| Predecesor: Raúl Najarro                | Profesor de Didáctica de la Religión en la Universidad de La Rioja 2000-2005                    | Sucesor: Roberto Germán Zurriaraín |
| Predecesor: Pedro Ignacio Fraile Yécora | Director del Instituto Español Bíblico y Arqueológico 'Casa de Santiago' en Jerusalén 2005-2009 | Sucesor: Jose Luis Albares Martín  |
| Predecesor: José Luis Moreno            | Vicario general de la Diócesis de Calahorra y La Calzada-Logroño 2009-2009                      | Sucesor: Vicente Robredo           |